# Лазарев, Станислав Николаевич
Станисла́в Никола́евич Ла́зарев (7 августа 1926, Нерехта, Костромская область, РСФСР, СССР — 24 мая 2014, Йошкар-Ола, Марий Эл, Россия) — советский и российский деятель промышленности. Первый директор Йошкар-Олинского механического завода (1970—1980). Председатель Совета ветеранов Республики Марий Эл (2000). Участник Великой Отечественной войны. Член КПСС с 1949 года.

## Биография
Родился 7 августа 1926 года в г. Нерехте Костромской области.
После окончания 7 классов школы поступил в Костромской индустриальный техникум. После его окончания работал на фабрике.
В мае 1943 года призван в РККА. Участник Великой Отечественной войны: торпедист гвардейского эсминца «Сообразительный» на Черноморском флоте, старшина второй статьи. Участвовал во многих десантных и спасательных операциях в качестве командира торпедного расчёта.  Был участником Парада Победы на Красной площади в Москве в 1945 году. В сентябре 1950 года завершил службу на флоте в звании старшего инженер-лейтенанта. Награждён орденом Отечественной войны II степени и медалями. 
В 1949 году вступил в партию.
В 1963 году с отличием окончил Ленинградский военно-механический институт.
С 1963 года — начальник цеха, заместитель директора, секретарь парткома оборонного предприятия в родном городе Нерехте Костромской области.
В 1970—1980 годах — директор механического завода в г. Йошкар-Оле Марийской АССР. В 1975 году завод дал первую продукцию. Завод, как и его продукция, в первую очередь, велосипеды, стали хорошо известны не только в СССР, но и за рубежом. В 1980 году ушёл с поста директора механического завода, перейдя на завод «Биопром» в качестве заместителя директора.
Занимался и общественной деятельностью: сначала работал в качестве председателя Совета ветеранов механического завода Йошкар-Олы, а затем был членом президиума Совета республиканской организации ветеранов войны, труда и правоохранительных органов Марий Эл. Почётный ветеран Республики Марий Эл, в 2000 году — председатель Совета ветеранов Марий Эл.
В 2010 году стал автором книги стихов «Время и люди». Член литературного клуба «Патриот», участник нескольких коллективных сборников стихотворений этого литературного объединения.
Награждён орденом «Знак Почёта», медалями, в том числе медалью «За трудовую доблесть», и Почётными грамотами Президиума Верховного Совета Марийской АССР и Республики Марий Эл.
Скончался 24 мая 2014 года в Йошкар-Оле.

## Звания и награды
- Орден Отечественной войны II степени (06.04.1985)[1][6]
- Орден «Знак Почёта» (1976)[1]
- Медаль «За трудовую доблесть» (1971)[1]
- Медаль «За доблестный труд. В ознаменование 100-летия со дня рождения Владимира Ильича Ленина» (1970)[2]
- Медаль «Ветеран труда»[2]
- Почётная грамота Президиума Верховного Совета Марийской АССР (1976)[1]
- Почётная грамота Республики Марий Эл (1996)[1]